# ティム・イロエグブナム
ティモシー・エメカ・イロエグブナム（Timothy Emeka Iroegbunam, 2003年6月30日 - ）は、イングランド・ウェスト・ミッドランズ州グレート・バー出身のプロサッカー選手。プレミアリーグ・エヴァートンFC所属。ポジションはミッドフィールダー。

## 経歴

### アストン・ヴィラ
2021年6月29日、アストン・ヴィラFCのユースアカデミーに加入。
2022年2月26日、ブライトン・アンド・ホーヴ・アルビオンFC戦に途中出場してプロデビューした。3月22日にはアストン・ヴィラと2027年までの契約延長に合意した。4月30日のノリッジ・シティFC戦で初先発出場した。

#### クイーンズ・パーク・レンジャーズ
2022年9月1日にEFLチャンピオンシップのクイーンズ・パーク・レンジャーズFCへ期限付き移籍した。
2023年2月25のブラックバーン・ローヴァーズFC戦でプロ初得点を記録した。

### エヴァートン
2024年6月22日にエヴァートンFCへ完全移籍し、3年契約を結んだ。

## 代表歴
2022年のUEFA U-19欧州選手権にイングランド代表で出場した。

## タイトル

### 代表
U-19イングランド代表
- UEFA U-19欧州選手権：（2022）